# Hergils Baardsson
Hergils Baardsson también Hergils herse (n. 638) fue un caudillo vikingo, hersir de Hålogaland, Noruega. Su figura histórica aparece vinculada a la genealogía de Haakon Jarl que se remonta al patriarcado de Odín. Se desconoce el nombre de su consorte, pero las crónicas contemporáneas hablan de al menos dos hijos:
- Haavard herse Hergilsson, padre de Harald trygil Haavardsson y abuelo de Trond Haraldsson.[4]
- Bård Hergilsson (n. 664), padre de Brynjulf Bårdsson (n. 685) y abuelo de Bård (n. 710) y Björn Brynjulfsson (n. 715). Una versión cita a la hija de Björn, de nombre desconocido, que sería madre de Björn buna Grímsson.